# Mario Husillos
Armando Mario Husillos (Morón, Provincia de Buenos Aires, Argentina, 5 de febrero de 1959) es un exfutbolista y entrenador argentino. Jugaba de delantero y su primer equipo fue Boca Juniors de la Primera División de Argentina. 

## Trayectoria
Se formó en las categorías inferiores de Boca Juniors. Hizo 2 goles en superclásicos de Argentina; el primero de ellos el 12 de julio de 1978 para la victoria de Boca por 1-0, y el segundo el 11 de noviembre de 1979 para un empate 1-1.
Siguió su carrera en el Club Social y Deportivo Loma Negra, donde fue goleador del Campeonato Nacional de 1983 con 11 tantos. Su carrera como jugador discurrió en Argentina y España, entre ellas llegando a militar en el Málaga hasta en tres etapas diferentes. De su trayectoria en Argentina se destaca su paso como delantero goleador en San Lorenzo de Almagro, en donde es recordado por sus simpatizantes.
Como entrenador, entrenó al Club Almagro, al que llevó de la Primera "B" Nacional a Primera División. Dirigió sólo diez partidos en el Torneo Apertura 2000, debutando el 20 de julio de 2000.
En la temporada 2006-07 entrenó al Málaga B, y en 2012 fue nombrado director deportivo del Málaga CF en el que estuvo hasta el año 2017.
En junio de 2017, es nombrado director deportivo del Olympiacos de El Pireo.
En junio de 2018, fue nombrado director futbolístico del club londinense West Ham United.

## Clubes
| Club                 | País      | Año       | Partidos | Goles |
| -------------------- | --------- | --------- | -------- | ----- |
| Boca Juniors         | Argentina | 1977-1980 | 38       | 10    |
| Real Madrid Castilla | España    | 1978-1979 | 8        | 3     |
| Loma Negra           | Argentina | 1980-1982 | 28       | 16    |
| San Lorenzo          | Argentina | 1983-1984 | 33       | 10    |
| Estudiantes (LP)     | Argentina | 1985      | 13       | 2     |
| Real Murcia          | España    | 1985-1986 | 33       | 11    |
| CD Málaga            | España    | 1986-1988 | 101      | 38    |
| CD Tenerife          | España    | 1988-1989 | 9        | 3     |
| Cádiz CF             | España    | 1989-1991 | 53       | 10    |
| Cartagena FC         | España    | 1991      | 24       | 9     |
| CD Málaga            | España    | 1991-1992 | 6        | 1     |
| CD Cieza             | España    | 1992-1993 | 0        | 0     |
| Málaga CF B          | España    | 1993-1994 | 0        | 0     |

## Palmarés

### Como jugador

#### Títulos Regionales
| Equipo            | País       | Título    | Año  |
| ----------------- | ---------- | --------- | ---- |
| Liga de Olavarria | Loma Negra | Argentina | 1981 |

#### Títulos nacionales
| Equipo           | País      | Título | Año     |
| ---------------- | --------- | ------ | ------- |
| Segunda División | CD Málaga | España | 1987/88 |
| Tercera División | CD Cieza  | España | 1992/93 |

#### Copas internacionales
| Título            | Club         | Sede         | Año  |
| ----------------- | ------------ | ------------ | ---- |
| Copa Libertadores | Boca Juniors | Buenos Aires | 1978 |

### Como entrenador

#### Otros logros
| Logro                      | Club         | País      | Año     |
| -------------------------- | ------------ | --------- | ------- |
| Ascenso a Primera División | Club Almagro | Argentina | 1999-00 |

### Distinciones individuales
| Distinción                                     | Año    |
| ---------------------------------------------- | ------ |
| Máximo goleador de Primera División (11 goles) | N-1983 |